# Tideglusib
Tideglusib é um fármaco em fase de testes (fase II) para o tratamento da Doença de Alzheimer. O nome comercial proposto do medicamento será Nypta® e foi desenvolvido pela companhia farmacêutica Noscira, sediada em Madrid.

## Modo de ação
O fármaco produz inibição de GSK-3 (glycogen synthase kinase 3, que é uma cinase) e assim reduz a fosforilação da proteína tau. A proteína tau está envolvida numa série de degenerações conhecidas como taupatias.